# Daniel Mitterdorfer
Daniel Mitterdorfer (* 25. Juli 1989 in Rum) ist ein ehemaliger österreichischer Profi-Eishockeyspieler, der im Laufe seiner Karriere über 400 Einsätze in der höchsten österreichischen Eishockeyliga absolviert hat und dreimal die Österreichische Meisterschaft gewann. Zudem absolvierte er über 60 Länderspiele für die österreichische Eishockeynationalmannschaft.

## Karriere
Daniel Mitterdorfer entstammt der Nachwuchsabteilung des HC Innsbruck, für den er bereits als 14-Jähriger in der höchsten österreichischen U20-Liga debütierte. Mit erst 16 Jahren absolvierte er in der Saison 2005/06 seine ersten Spiele in der Österreichischen Eishockey-Liga. In der Saison 2007/08 war er neben seinen Einsätzen für den HCI zeitweilig auch für Hämeenlinnan Pallokerho in der höchsten finnischen Juniorenliga aktiv. Nach Saisonende 2008 verließ er die Tiroler Landeshauptstadt und wechselte zum EC Red Bull Salzburg. Mit dem Verein konnte er 2010 die österreichische Juniorenmeisterschaft, sondern im selben Jahr und auch 2011 den Meistertitel bei den Herren erringen. Nach diesen Erfolgen wechselte er zur Saison 2011/12 zum EHC Linz. Mit der Mannschaft gewann er auf Anhieb erneut den nationalen Meistertitel. Zudem wurde er im Dezember 2011 von den Fans der Liga zum EBEL-YoungStar des Monats Dezember 2011 gewählt. Im Dezember 2015 wechselte er zu Lempäälän Kisa in die Mestis, die zweithöchste finnische Spielklasse.
In der Saison 2016/17 spielte Mitterdorfer wieder für den HC Innsbruck, ehe er im Juli 2017 seine Karriere im Alter von 28 Jahren beendete, um sich beruflich neu zu orientieren. Insgesamt absolvierte Mitterdorfer 411 Einsätze inklusive Play-offs in der Erste Bank Eishockey Liga für den HC Innsbruck, den EC Red Bull Salzburg und die Black Wings Linz. Dabei gewann er dreimal die österreichische Meisterschaft. Seit August 2017 spielt er im Amateurbereich für den EHC Kundl in der Tiroler Eliteliga.

### International
Mitterdorfer spielte für Österreich im Juniorenbereich bei den U20-Weltmeisterschaften der Division I 2008 und 2009, als dem Team aus dem Alpenland nach fünf Jahren der Zweitklassigkeit der Aufstieg in die Top-Division gelang.
Sein Debüt in der Herrennationalmannschaft gab er am 12. November 2010 beim 4:3-Erfolg gegen Frankreich im ungarischen Székesfehérvár. Den ersten Einsatz bei einer Weltmeisterschaft bekam er in der Division I der Eishockey-Weltmeisterschaft 2014. Dort erreichte er mit der österreichischen Mannschaft den Aufstieg in die Top-Division, aus der er mit seinem Team bei der Weltmeisterschaft 2015 allerdings umgehend wieder abstieg. Zudem vertrat er seine Farben bei der Olympiaqualifikation für die Winterspiele in Pyeongchang 2018.

## Erfolge und Auszeichnungen
- 2009 Aufstieg in die Top-Division bei der U20-Weltmeisterschaft der Division I, Gruppe B
- 2010 Österreichischer Juniorenmeister mit dem EC Red Bull Salzburg
- 2010 Österreichischer Meister mit dem EC Red Bull Salzburg
- 2011 Österreichischer Meister mit dem EC Red Bull Salzburg
- 2011 EBEL-YoungStar des Monats Dezember
- 2012 Österreichischer Meister mit dem EHC Linz
- 2014 Aufstieg in die Top-Division bei der Weltmeisterschaft der Division I, Gruppe A

## EBEL-Statistik
(Stand: Ende der Saison 2014/15)